# Hidroplánkikötő (Tallinn)

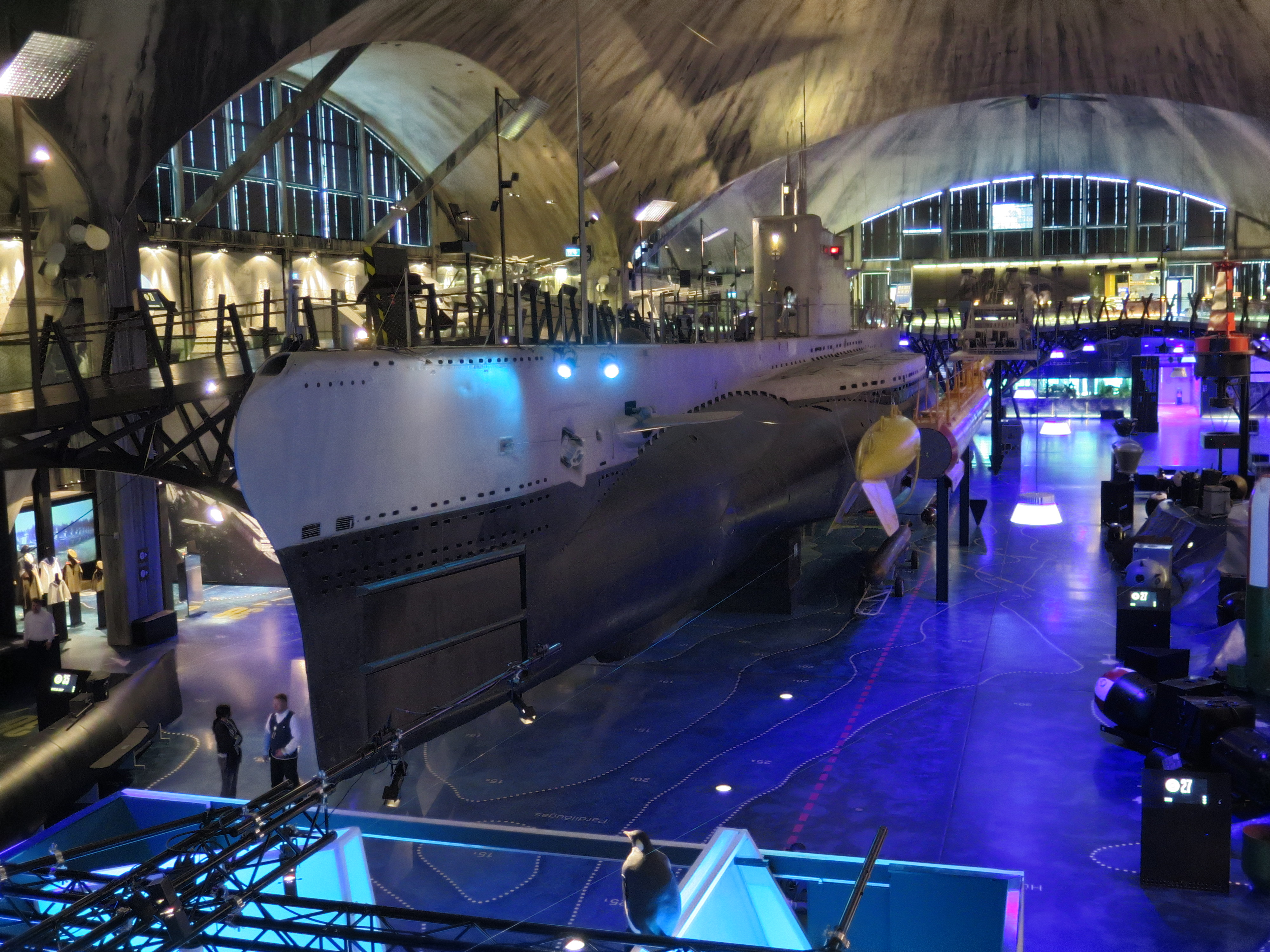
A Lembit tengeralattjáró

A Hidroplánkikötő (észtül: Lennusadam) Észtország fővárosában, Tallinnban a Tallinni-öböl partján található egykori vízi repülőtér a hozzá tartozó vasbeton hangárokkal. 2012-től az Észt Tengerészeti Múzeum egyik kiállítóhelye.

## Története
A vízi repülőgépeknek szánt bázis létrehozása 1912–1913-ban kezdődött el. A létesítményt az orosz Nagy Péter tengeri erődítési vonal részeként tervezték. A repülőtérről felszálló gépek feladata a Finn-öböl védelme lett volna. A tervezésre és kivitelezésre kiírt pályázatot a dán Christiani & Nielsen cég nyerte el. A projekt irányítója Sven Schultz volt. A hangárokhoz az akkor úttörő eljárásnak számító beton héjszerkezetet terveztek. Az első világháború kitörése miatt az építkezés késett. Csak 1916–1917-ben folyt az építkezés. Amikor 1917-ben a háborús helyzet miatt leállították az építkezést, két hangár teljesen elkészült, a harmadik azonban befejezetlen maradt. A várost elfoglaló német csapatok lezárták a hangárokat, majd később vízi repülőgépek tárolására használták. Az 1920-as, 1930-as években a létesítményt eredeti funkciójában használták, észt vízi repülőgépek állomásoztak ott.
Az 1939-es szovjet megszállás után a Vörös Hadsereg katonai célokra, raktárnak használta az épületet, repülőgép-hangárként már később sem használták. A második világháború utáni szovjet időszakban elhanyagolt, romos állapotban volt. 1988-ban kulturális létesítménynek nyilvánították. 1996-ban műemléki védelmet kapott. A 2000-es évek elején felújították és az Észt Tengerészeti Múzeum kiállítóhelye lett, melyet 2012-ben nyitottak meg.

## Kiállított hajók
- Suur Tõll
- EML Lembit
- EML Grif
- PVL–105 Torm